# Джанфранческо II Пико делла Мирандола
Джанфранче́ско II Пи́ко де́лла Мира́ндола (итал. Giovanni Francesco II Pico della Mirandola; 1469, Мирандола, синьория Мирандола — 15 октября 1533, там же) — аристократ из рода Пико; синьор Мирандолы и граф Конкордии с 1499 по 1513 год (совместно с братьями Федерико I и Лудовико I, затем с племянником Галеотто II), синьор Мирандолы с 1513 по 1533 год.
Философ и писатель. Племянник философа и писателя Джованни Пико делла Мирандола. Во время своего правления инициировал процесс над ведьмами и написал трактат «Ведьма, или обман демона» (1523), который стал первой книгой по демонологии на народном итальянском языке.

## Биография

### Семья
Родился в Мирандоле в 1469 году. Он был старшим сыном Галеотто I, синьора Мирандолы и графа Конкордии и Бьянки Марии, принцессы из дома Эсте. По отцовской линии приходился внуком кондотьеру Джанфранческо I, синьору Мирандолы и графу Конкордии и Джулии Боярдо, аристократке из рода графов Скандино. По материнской линии был внуком Никколо III д’Эсте, маркграфа Феррары, Модены и Реджо и Анны де Роберти.
Сочетался браком с Джованной Карафа (ум. 1537), дочерью Джантоммазо Карафа, графа Маддалони, в браке с которой у него родились пять дочерей и три сына:
- Джулия, сочеталась браком с Сиджизмондо Малатеста, синьором Римини;
- Паоло (ум. 1567), наследный синьор Мирандолы и граф Конкордии до 1533 года, затем синьор Раддо, сочетался браком с некой Констанцией, от которой имел двух дочерей;
- Беатриче, сочеталась браком с Паоло Торелли[итал.], графом Монтекьяруголо;
- Мария;
- Джантоммазо[итал.] (ум. 1567), дипломат на службе римского папы Климента VII и императора Карла V, в 1523 году сочетался браком с Карлоттой Орсини, от которой имел двух сыновей;
- Анна, сочеталась браком с Антоньотто Адорно, генуэзским дожем;
- Корнелия, монахиня в монастыре Святой Клары;
- Альберто (ум. 1533), кондотьер на службе Священной Римской империи и Генуэзской республики, убит, вместе с отцом, во время захвата Мирандолы кузеном Галеотто II[2].

### Правление
7 апреля 1499 года наследовал отцу, став новым синьором Мирандолы и графом Конкордии. В том же году получил инвеституру от императора Максимилиана I. Однако в 1502 году младшие братья, Лудовико I и Федерико I, не довольные его правлением, захватили Мирандолу и заключили Джанфранческо в тюрьму, из которой он был освобождён только после того, как согласился поделиться с ними властью. Выйдя на свободу, Джанфранческо переехал сначала в Кастельнуово-де-Пии, затем в Рим.
Федерико I, не оставив наследников, умер в 1502 году. Спустя семь лет, участвуя в войне Камбрейской лиги, погиб Лудовико I. Права его несовершеннолетнего наследника Галеотто II поддержали император Максимилиан I и римский папа Юлий II. Джанфранческо не пожелал делить власть с племянником и стал претендовать на правление во всех владениях дома Пико согласно имперской инвеституре, полученной им в 1494 году. Вдова Лудовико I, Франческа Тривульцио, состоявшая регентом при сыне, обратилась за помощью к французскому королю. По этой причине в 1510 году, с началом конфликта Папского государства с французским королевством, римский папа Юлий II встал на сторону Джанфранческо. 18 декабря 1510 года папская армия захватила Конкордию, 20 января 1511 года — Мирандолу, но вскоре была вынуждена оставить крепость под натиском французской армии. Стороны прибегли к имперскому суду во главе с посланником императора, гуркским епископом Маттеусом Лангом. 13 октября 1513 года епископ вынес решение, согласно которому владения дома Пико были разделены на две суверенные части — синьорию Мирандола, которую получил Джанфранческо II, и графство Конкордия, которое отошло к его племяннику Галеотто II.
В своих владениях Джанфранческо II инициировал охоту на ведьм, в ходе которой были арестованы и сожжены на кострах несколько мужчин и женщин. Вдохновлённый этим процессом, он написал книгу «Ведьма, или обман демона» (лат. Libro detto strega o delle illusioni del demonio), которая стала первой книгой по демонологии на народном итальянском языке. Джанфранческо правил синьорией до 1533 года. Он был убит в ночь с 15 на 16 октября во время захвата Мирандолы племянником Галеотто II. Вместе с ним были убиты его младший сын Альберто и племянник Галеотто. Вдова Джанфранческо с его сыном и наследником Паоло были заточены Галеотто II в крепость. После освобождения из-под ареста они переехали в синьорию Раддо, принадлежавшую Джованне Караффа с 1525 года.

### Философские взгляды
Джанфранческо II был образованным человеком. Его философские сочинения имели целью укрепить позиции христианства, представив его как единственное самодостаточное учение. В 1496 году он написал «Жизнь Джованни Пико делла Мирандолы» (лат. Ioannis Pici Mirandulae Vita) — биографию своего дяди философа-гуманиста. В 1573 году Джанфранческо издал том сочинений под названием «Все труды» (лат. Omnia opera), в котором исследовал некоторые из доктрин дяди, в частности поддержал его критику астрологии. Последней была также посвящена его книга 1510 года «Вопрос ошибочности астрологии» (лат. Quaestio de falsitate astrologiae ). Последователь Джироламо Савонаролы, он выступал за его освобождение из-под ареста и написал посмертную биографию.
С одной стороны, Джанфранческо поддерживал необходимость обновления церковной дисциплины, с другой, указывал на несовместимость древней философии с католицизмом, о чём писал в своём сочинении «Реформа морали» (лат. De reformandis moribus). Он послал римскому папе Льву X книгу «Исследование о бессмысленности человеческого учения и истинности христианской науки» (лат. Examen vanitatis doctrinae gentium, et ueritatis Christianae disciplinae), в которой подверг критике античную философию. В ней он выступил противником учения Аристотеля, Фомы Аквинского и томистов, подверг критике уверенность в знаниях и разуме, который позволяет интеллекту интуитивно понимать абсолютные истины. Напротив, вслед за Николаем Кузанским, Джанфранческо выражает глубокое недоверие к человеческим способностям, признавая за ними лишь возможность приходить к произвольным выводам. Принимая частично скептицизм Пиррона и Секста Эмпирика, он отрицает действительность силлогизмов и индуктивизма, обесценивает идею причинности. Согласно его выводам, ничего нельзя узнать, а вера может быть основана только на откровении.